# Robert Neumann
Robert Neumann (Wenen, 22 mei 1897 - München, 3 januari 1975) was een Oostenrijks schrijver en journalist. Hij publiceerde meer dan honderd boeken, veel toneelstukken en hoorspelen en schreef verschillende scenario's.
Robert Neumann was de zoon van een bankbediende van joodse afkomst. Hij studeerde van 1915 tot 1919 geneeskunde en scheikunde en deed een semester Duits in Wenen. Een korte tijd was hij matroos en vracht-toezichthouder op een zeegaand schip.
Nadat in 1919 en 1923 een kleine hoeveelheid van zijn werk was gepubliceerd, maakte hij met de  parodie Mit fremden Federn in 1927 een literaire doorbraak. In een interview zei Thomas Mann het boek als het beste van het jaar te beschouwen. Neumann's naam als freelance schrijver was nu gevestigd. Daarnaast hield hij lezingen en werkte als literair criticus.
Robert Neumanns werken werden 1933 op de lijst van de door de nazi's te verbranden boeken geplaatst. Onmiddellijk na de instelling van de nazidictatuur in Oostenrijk in februari 1934 verliet hij Wenen en ging in tijdelijke ballingschap in Groot-Brittannië. In 1936 en 1937 bracht hij nog een aantal maanden door in Oostenrijk, waar de bibliotheken nu ook geen werk van hem meer bevatten. Tot 1938 bleven zijn romans nog verschijnen in Zwitserland.
In 1939 verzocht hij om de Britse nationaliteit. In plaats daarvan werd hij in 1940 een paar maanden geïnterneerd als Enemy Alien. Zijn aanvraag voor een inreisvisum naar de Verenigde Staten werd ondanks een uitnodiging naar Hollywood afgewezen. Als een van de weinige schrijvers in ballingschap werd hij toch bekend in Engeland. In 1936 schreef hij het scenario voor de Britse film Abdul the Damned met Fritz Kortner in de hoofdrol.
Vanaf 1942 publiceerde hij zes romans in het Engels en verzorgde de publicatie van Engelse vertalingen van Duitse schrijvers in ballingschap, zoals Arnold Zweig en Heinrich Mann. 
Na het einde van de Tweede Wereldoorlog woonde Neumann tot eind 1958 in Engeland, daarna in Locarno in Tessin. In 1947 werd hij opnieuw erevoorzitter van de Oostenrijkse PEN club.
Tussen 1959 en 1974 werd Neumann als romanschrijver, politiek schrijver en literair criticus geprezen om zijn polemische, satirische werken, in het bijzonder in de tijdschriften Pardon, Tribune en de Duitse kranten. Af en toe  publiceerde hij in Der Spiegel en Stern.
Robert Neumann trouwde in 1919 in Wenen met Stefanie (Stefi) Grünwald (1896-1975). Zij kregen een zoon Herbert Heinrich (Heini) (1921-1944). Voor hem schreef hij in 1944 een autobiografie Memoires and the Journal of Henry Herbert Neumann.  In 1941 trouwde Neumann met de Duitse journaliste, redactrice en vertaalster Franziska Karola (Rolly) Stern (1908-1991) en in 1952 is hij ook weer van haar gescheiden. In 1953 trouwde hij opnieuw, nu met de Duitse danseres Evelyn Milda Wally Hengerer (pseudoniem Mathilde Walewska, 1930-1958) en had met haar een zoon, Michael Henry Robert (1955). In 1960 trouwde hij voor de vierde keer, nu met Helga Heller (1934-1976).
Neumann had meerdere malen in zijn leven met ernstige ziektes te kampen en in 1974 kreeg hij kanker. Na zijn dood in 1975, zelfmoord volgens een verklaring van de familie, werd hij op het kerkhof van München-Haidhausen begraven.

## Functies en onderscheidingen
- Waarnemend voorzitter van de Oostenrijkse PEN ballingschap in Londen (1939-1947)
- Ere-voorzitter van de Oostenrijkse PEN Club (vanaf 1947)
- Vice President van International PEN (vanaf 1950)
- Oostenrijkse Ere Kruis voor Wetenschap en Kunst 1e  Klasse (1965)
- Medaille van Eer van de federale hoofdstad Wenen in Gold (1967)

## Selectie van Robert Neumanns werk
- Gedichte, 1919
- Zwanzig Gedichte, 1923
- Die Pest von Lianora, 1927
- Mit fremden Federn, Parodien, 1927
- Jagd auf Menschen und Gespenster, 1928
- Die Blinden von Kagoll, 1929
- Sintflut, 1929
- Hochstapler-Novelle, 1930
- Passion: Sechs Dichter-Ehen, 1930
- Panoptikum: Bericht über fünf Ehen aus der Zeit. Wien: Phaidon 1930
- Karriere, 1931
- Das Schiff Espérance, 1931
- Die Macht. Roman. Berlin, Wien, Leipzig: P. Zsolnay 1932, 586 S.
- Unter falscher Flagge – Ein Lesebuch der deutschen Sprache für Fortgeschrittene (Neue Parodien), 1932
- Sir Basil Zaharoff: Der König der Waffen, 1934
- Die blinden Passagiere, 1935
- Struensee: Doktor, Diktator, Favorit und armer Sünder (later Der Favorit der Königin), 1935
- Eine Frau hat geschrien (später:“ Die Freiheit und der General“), 1938
- Scene in Passing (Roman, dt. Tibbs), 1942
- The Inquest (Roman, dt. Bibiana Santis, dan Treibgut), 1944
- An den Wassern von Babylon, 1945 (engl. Ü. 1939)
- Children of Vienna, 1946 (dt. Die Kinder von Wien“, 1974)
- Tibbs. Roman. Konstanz: C. Weller 1948
- Blind Man´s Buff, 1949
- Insurrection in Poshansk (Roman, dt. Die Puppen von Poshansk), 1952
- Olympia (Roman)|Meine schöne Mama, 1956 (als „Mathilde Walewska“)
- Mein altes Haus in Kent: Erinnerungen an Menschen und Gespenster (Autobiographie), 1957
- Die dunkle Seite des Mondes, 1959
- Ausflüchte unseres Gewissens. Dokumente zu Hitlers 'Endlösung der Judenfrage'
- Hitler: Aufstieg und Untergang des Dritten Reiches: Ein Dokument in Bildern, 1961
- Olympia, 1961
- Festival, 1962
- Ein leichtes Leben: Bericht über mich selbst und Zeitgenossen (Autobiographie), 1963
- Der Tatbestand oder Der gute Glaube der Deutschen, 1965
- Vielleicht das Heitere: Tagebuch aus einem andern Jahr (Autobiographie), 1968
- Vorsicht Bücher.., Dämon Weib..., Nie wieder Politik.... '(3 delen), 1969
- Deutschland deine Österreicher: Österreich deine Deutschen, 1970
- Oktoberreise mit einer Geliebten (Roman), 1970
- Ein unmöglicher Sohn (Roman), 1972
- 2 mal 2 = 5: Eine Anleitung zum Rechtbehalten, 1974